# Jesuïtes El Clot - Escola del Clot

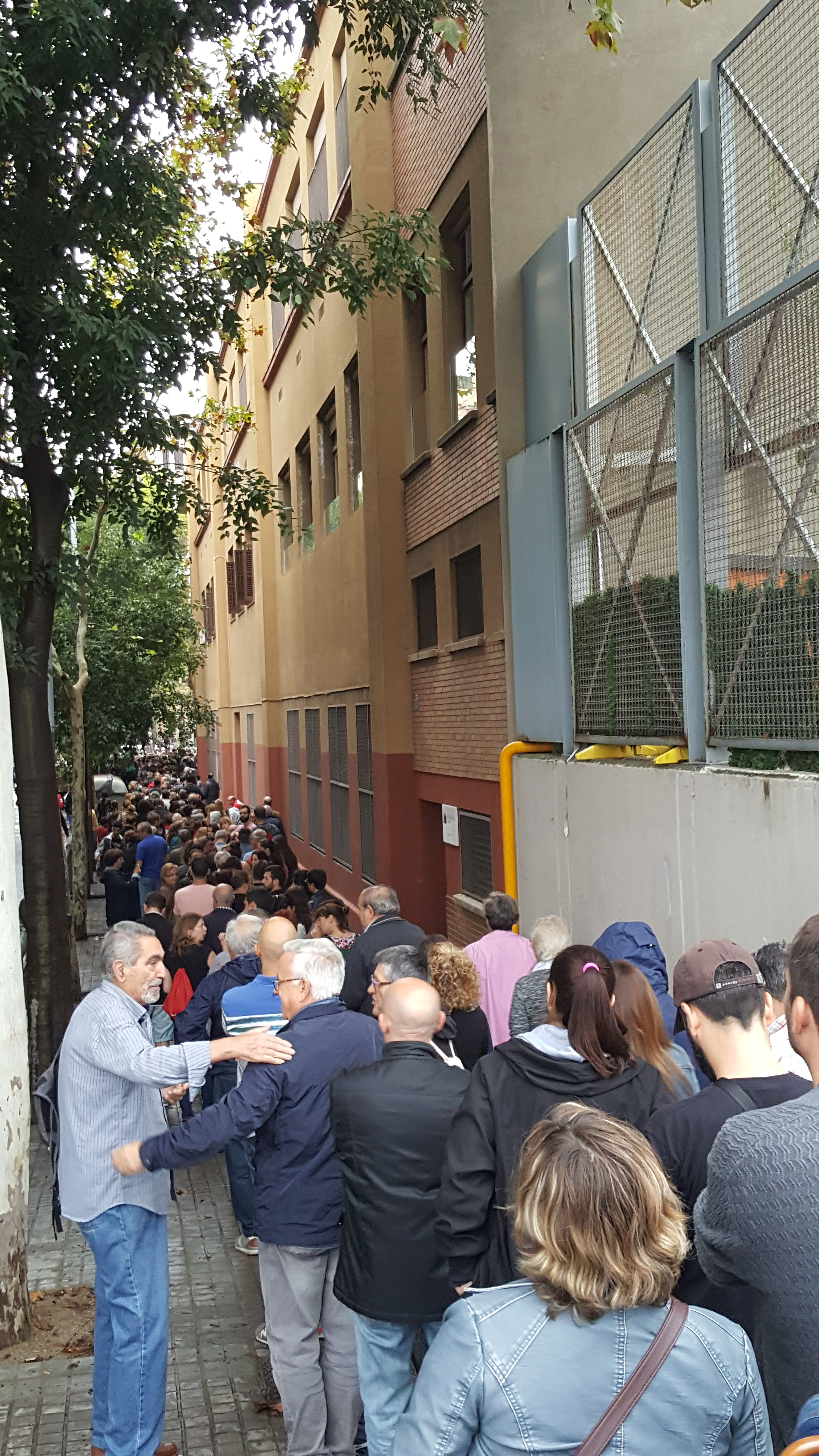
Cua per votar en el referèndum de l'1 d'octubre, a l'Escola del Clot (2017)

Jesuïtes El Clot Escola del Clot (antigament coneguda com a Escola Tècnica Professional del Clot) és una institució educativa fundada l'any 1900 al barri del Clot (Barcelona), promoguda pels Jesuïtes de Catalunya. Ofereix ensenyament primari i secundari obligatori, batxillerat i formació professional. Vol fomentar els valors cristians en un clima de respecte, seriositat acadèmica i participació, per mitjà dels seus recursos humans i materials. El 2001 va rebre la Creu de Sant Jordi "per la seva trajectòria al servei de l'educació i especialment de la formació professional".
Entre els mestres que han fet classe a l'escola hi ha Ignasi Riera i Gassiot, Enric Puig i Jofra, Josep Maria Elias i Xivillé, Josep Jané i Periu i Alfonso Carlos Comín.